# Willimantic (Connecticut)
Willimantic – jednostka osadnicza w Stanach Zjednoczonych, w stanie Connecticut, w hrabstwie Windham.